# Colonial Beach
Colonial Beach é uma cidade  localizada no estado norte-americano de Virginia, no Condado de Westmoreland.

## Demografia
Segundo o censo norte-americano de 2000, a sua população era de 3228 habitantes.
Em 2006, foi estimada uma população de 3663, um aumento de 435 (13.5%).

## Geografia
De acordo com o United States Census Bureau tem uma área de
7,4 km², dos quais 6,7 km² cobertos por terra e 0,7 km² cobertos por água.

## Localidades na vizinhança
O diagrama seguinte representa as localidades num raio de 32 km ao redor de Colonial Beach.